# تاریخ جدید تانگ
تاریخ جدید تانگ (انگلیسی: New Book of Tang) ، یک اثر تاریخی رسمی است که سلسله تانگ را در ده جلد و ۲۲۵ فصل پوشش می‌دهد. این اثر توسط تیمی از دانشمندان سلسله سونگ به رهبری اویانگ شیو و سونگ چی گردآوری شد.
در ابتدا تا قرن هجدهم به سادگی «تانگ شو» (唐書، کتاب تانگ) نامیده می‌شد.